# Jul i Filippinerna
Jul i Filippinerna är en av årets stora helger, då Filippinerna och Östtimor är de delar av Asien där den romersk-katolska traditionen är starkast. Julsäsongen är en av världens längsta, julsånger kan höras från september, och fram till Trettondedag jul, Svarta Nazarén den 9 januari eller Santo Niño de Cebú den tredje söndagen i januari. Det officiella firandet varar från 16 december, med firandet av Simbang Gabi, och fram till Trettondedag jul.